# Strangalia cavaventra
Strangalia cavaventra là một loài bọ cánh cứng trong họ Cerambycidae.